# Crinipellis zonata
A Crinipellis zonata é uma espécie de fungo agárico da família Marasmiaceae. Embora seja considerado um pequeno cogumelo marrom comum de comestibilidade desconhecida, ele se distingue por sua cobertura espessa de pelos grossos e se diferencia de outros membros do Crinipellis pelo tamanho ligeiramente maior do píleo, que atinge até 25 mm de diâmetro. As lamelas brancas na parte inferior do píleo são amontoadas e não se prendem ao estipe. Um fungo saprófito, cresce na madeira morta de árvores decíduas do final do verão ao outono. O fungo é comumente encontrado no leste da América do Norte, mas também foi coletado em Portugal e na Coreia do Sul. A variedade C. zonata var. cremoricolor, encontrada no leste da América do Norte, pode ser distinguida microscopicamente por seus esporos mais longos.

## Taxonomia
A espécie foi nomeada pela primeira vez como Agaricus zonatus pelo micologista americano Charles Horton Peck em 1872, com base em espécimes encontrados perto de Albany, Nova York. Posteriormente, ele a transferiu para o gênero Collybia em 1896. Seu nome atual foi dado pelo botânico italiano Pier Andrea Saccardo.
A Crinipellis zonata é classificada na subseção Crinipellis da seção Crinipellis no gênero Crinipellis, de acordo com o arranjo dos Agaricales de 1986 de Rolf Singer. As espécies dessa subseção têm esporos alongados e normalmente não possuem cistídios nas laterais das lamelas. Uma análise filogenética de 2009 de várias espécies de Crinipellis e Moniliophthora (Moniliophthora são fungos anamórficos parasitas do cacau e anteriormente incluídos em Crinipellis) demonstrou que C. zonata formava um clado com C. rhizomaticola, C. scabella e C. nigricaulis. As conclusões dessa análise, baseadas nas sequências de DNA do DNA ribossômico que codifica os espaçadores internos transcritos, são inconsistentes com a classificação baseada na morfologia dada por Singer.
O cogumelo é comumente conhecido na língua inglesa como "zoned Crinipellis" ou "zoned-cap Collybia".

## Descrição

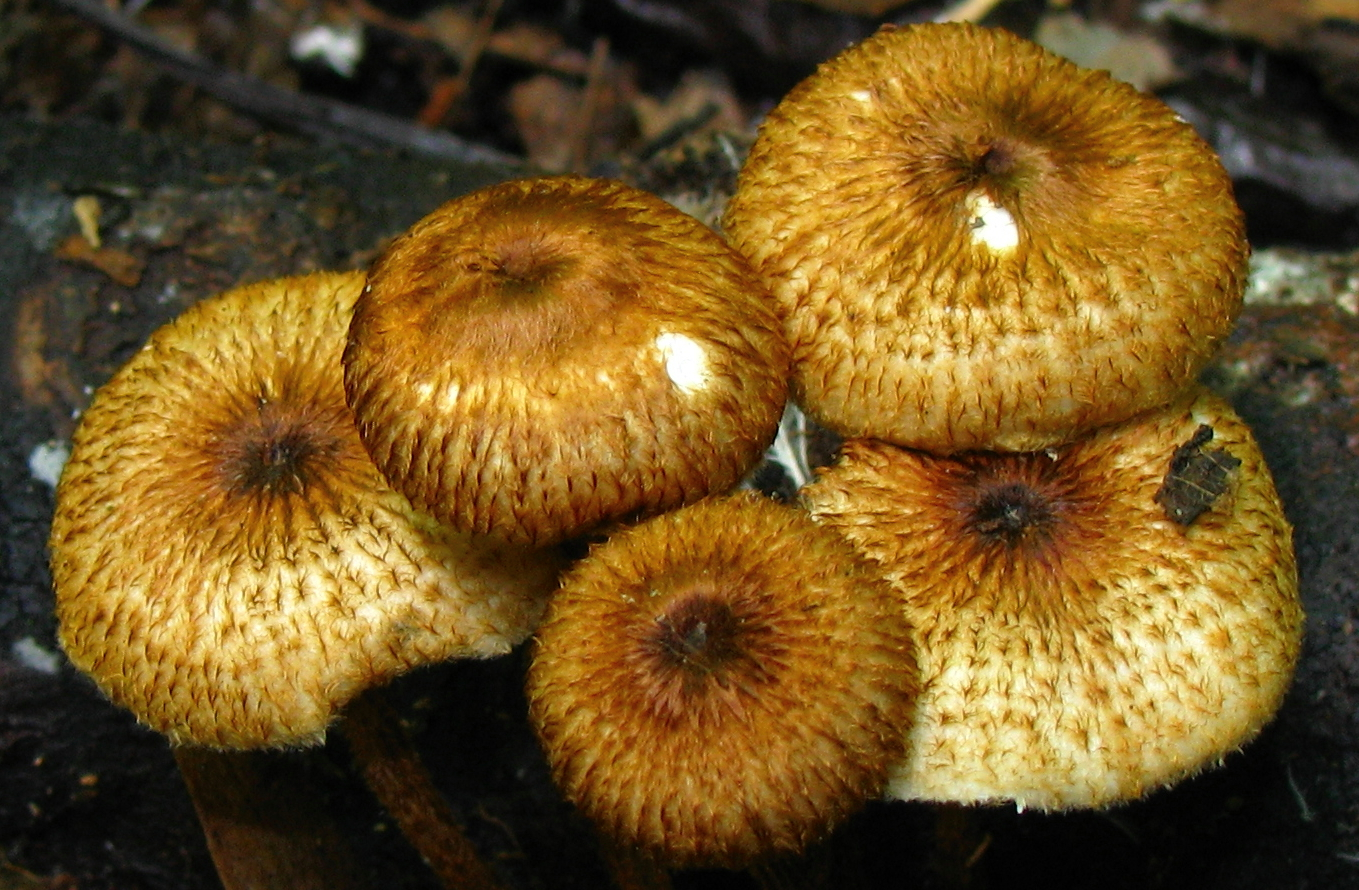
Os basidiomas podem crescer em pequenos aglomerados em madeira de lei em decomposição.

A Crinipellis zonata forma um pequeno cogumelo marrom com um píleo de 1 a 2,5 cm de diâmetro, de formato convexo (as vezes quase plano). Normalmente, ele tem uma pequena depressão distinta no centro, enquanto todo o píleo é densamente peludo e seco. Muitas vezes, há zonas concêntricas de cor e textura. O píleo é marrom ou creme, enquanto os pelos (que estão dispostos em linhas) são marrons. As lamelas brancas são próximas e estreitas, e livres, ou quase livres, do estipe. As lamelas não descolorem. O estipe tem entre 25 e 50 mm de altura, por 1 a 2 mm de espessura. Assim como o píleo, ele é densamente coberto de pelos marrons. Embora o estipe seja oco, o píleo tem uma camada insubstancial de carne branca.

### Características microscópicas
A esporada é branca e os esporos lisos e elípticos têm de 4 a 6 por 3 a 5 μm de tamanho. Os basídios (células portadoras de esporos) têm quatro esporos, são em forma de taco e medem de 25 a 30 por 6,0 a 6,5 μm. A C. zonata tem basidiolos - células semelhantes a basídios no himênio que não possuem as projeções delgadas conhecidas como esterigmas que se prendem aos esporos. Os basidiolos têm de 15 a 28 por 3,0 a 8,0 μm e variam em formato de taco, cilíndrico ou fusoide (semelhante a um fusível). Os queilocistídios (cistídios encontrados nas bordas das lamelas) têm de 20 a 45 por 5,0 a 9,0 μm, são cilíndricos, em forma de taco ou fusoides, irregulares e ramificados ou semelhantes a corais. Os pleurocistídios (cistídios encontrados na face da lamela) estão ausentes. Os "pelos" na superfície do píleo têm cerca de 50-800 por 4,0-10 μm e são aproximadamente cilíndricos com uma base irregular; os pelos no estipe são semelhantes aos do píleo. Os pelos do píleo e do estipe são dextrinoides, o que significa que são corados de marrom-amarelado ou marrom-avermelhado pelo iodo do reagente de Melzer. As fíbulas estão presentes em todos os tecidos.

### Variedadecremoricolor
Em 1989, Scott Redhead reduziu a espécie Crinipellis cremoricolor (originalmente descrita por Robert L. Shaffer e Margaret G. Weaver em 1965, com base em espécimes encontrados perto da Estação Biológica da Universidade de Michigan) a uma variedade de C. crinipellis. A variedade cremoricolor é encontrada no leste da América do Norte e tem esporos mais longos do que a variedade nomeada, medindo de 7 a 12 por 3,8 a 5 μm. De acordo com Shaffer e Weaver, ela difere macroscopicamente da variedade típica por ter o píleo e o estipe de cor creme a bege e lamelas rosa-canela pálidas.

### Espécies semelhantes
Embora de aparência semelhante a outros membros de Crinipellis, como C. stipitaria e C. piceae, a C. zonata tem um píleo um pouco maior. A espécie Crinipellis ghanaensis, de Gana, também é semelhante, mas pode ser distinguida por seu píleo de cor mais clara, sem uma "aparência ondulada", e por sua distribuição.

## Comestibilidade
Os cogumelos da Crinipellis zonata não têm odor distinto e têm um sabor suave a levemente farináceo. Embora a comestibilidade não seja conhecida com certeza, o autor Roger Phillips lista a espécie como "Venenosa/Suspeita", e Orson K. Miller Jr. a lista como não venenosa.

## Habitat e distribuição
A Crinipellis zonata é saprófita, vivendo nos detritos ou raízes de madeiras de lei; ela contém enzimas de decomposição de madeira que podem decompor o hidrocarboneto aromático policíclico pireno. Os cogumelos crescem individualmente ou em pequenos grupos e são encontrados entre agosto e setembro. Na América do Norte, é distribuída a leste das Montanhas Rochosas, e foi registrada até o oeste em Indiana e Texas. Na Europa, foi coletada em Portugal. Também foi coletada na Coreia do Sul.

## Links externos
- Crinipellis zonata em Index Fungorum
- Imagens em Mushroom Observer